# Список прем'єр-міністрів Чехії
Список прем'єр-міністрів Чехії — список глав Уряду Чеської Республіки починаючи з 1 січня 1993 року.

## Список
| #  | Зображення | Голова уряду     | Повне ім'я              | Початок правління | Кінець правління  | Партійна приналежність            |
| -- | ---------- | ---------------- | ----------------------- | ----------------- | ----------------- | --------------------------------- |
| 1  |            | Вацлав Клаус     | чеськ. Václav Klaus     | 1 січня 1993      | 17 грудня 1997    | Громадянська демократична партія  |
| 2  |            | Йозеф Тошовський | чеськ. Josef Tošovský   | 17 грудня 1997    | 17 липня 1998     | Безпартійний                      |
| 3  |            | Мілош Земан      | чеськ. Miloš Zeman      | 17 липня 1998     | 12 липня 2002     | Чеська соціал-демократична партія |
| 4  |            | Володимир Шпідла | чеськ. Vladimír Špidla  | 12 липня 2002     | 19 липня 2004     | Чеська соціал-демократична партія |
| 5  |            | Станіслав Гросс  | чеськ. Stanislav Gross  | 19 липня 2004     | 25 квітня 2005    | Чеська соціал-демократична партія |
| 6  |            | Іржи Пароубек    | чеськ. Jiří Paroubek    | 25 квітня 2005    | 16 серпня 2006    | Чеська соціал-демократична партія |
| 7  |            | Мірек Тополанек  | чеськ. Mirek Topolánek  | 16 серпня 2006    | 8 травня 2009     | Громадянська демократична партія  |
| 8  |            | Ян Фішер         | чеськ. Jan Fischer      | 8 травня 2009     | 28 червня 2010    | Безпартійний                      |
| 9  |            | Петр Нечас       | чеськ. Petr Nečas       | 28 червня 2010    | 17 червня 2013    | Громадянська демократична партія  |
| 10 |            | Іржи Руснок      | чеськ. Jiří Rusnok      | 25 червня 2013    | 17 січня 2014     | Безпартійний                      |
| 11 |            | Богуслав Соботка | чеськ. Bohuslav Sobotka | 17 січня 2014     | 6 грудня 2017     | Чеська соціал-демократична партія |
| 12 |            | Андрей Бабіш     | чеськ. Andrej Babiš     | 6 грудня 2017     | 28 листопада 2021 | ANO 2011                          |
| 13 |            | Петр Фіала       | чеськ. Petr Fiala       | 28 листопада 2021 |                   | Громадянська демократична партія  |